# Gerde Oszkár
Gerde Oszkár Pál (Budapest, 1883. július 8. – Budapest, 1944. október 8.) kétszeres olimpiai bajnok kardvívó, ügyvéd.

## Élete
Gerde Mór és Deutsch Emma fiaként született. A Magyar AC  kardvívójaként a Magyarországon letelepedett olasz Italo Santelli tanítványa volt. 1908 és 1912 között szerepelt a magyar válogatottban. Az 1908. évi londoni, és az 1912. évi stockholmi olimpián is tagja volt az olimpiai bajnoki címet nyert magyar kardcsapatnak.
Sportpályafutása után vívásban nemzetközi versenybíró lett. A Magyar vívó Szövetség alelnöki posztját is betöltötte.  Az 1928-as olimpián a vívó-válogatott egyik szakmai vezetője volt.
Budapesten állam és jogtudományi oklevelet szerzett és visszavonulása után a Budapesti Kereskedelmi Kamara titkára volt.
Zsidó származása miatt 1944-ben deportálták Magyarországról, és még ugyanebben az évben megölték az ausztriai Mauthausen-Gusen koncentrációs táborban. 1989-ben a Zsidó Sporthírességek Csarnoka tagjává választották.

## Sporteredményei
- kétszeres olimpiai bajnok 
  - 1908, London: csapat (Földes Dezső, Fuchs Jenő, Tóth Péter, Werkner Lajos)
  - 1912, Stockholm: csapat (Berty László, Földes Dezső, Fuchs Jenő, Mészáros Ervin, Schenker Zoltán, Tóth Péter, Werkner Lajos)
- háromszoros magyar bajnok:
  - csapat: 1922, 1924, 1925

## Érdekességek
1910-ben Gerde volt csapattársával, Fuchs Jenővel vívott kardpárbajt, amiben Fuchs könnyű sérülést szenvedett a fején.